# Reggaetón Lento
Reggaetón Lento is een nummer van de Latijns-Amerikaanse Boyband CNCO uit 2016, afkomstig van hun debuutalbum Primera Cita. In 2017 werd een remix van het nummer uitgebracht met de Britse meidengroep Little Mix, als tweede single van het titelloze tweede studioalbum van het CNCO.
De originele versie van het nummer werd vooral een hit in Latijns-Amerika en Spanje. De remixversie met Little Mix werd daarentegen juist in Europa een enorme hit. In het Verenigd Koninkrijk bereikte het de 5e positie. In de Nederlandse Top 40 wist het de 2e positie te bemachtigen, en in de Vlaamse Ultratop 50 de 8e.